# Interrupção da circulação termoalina

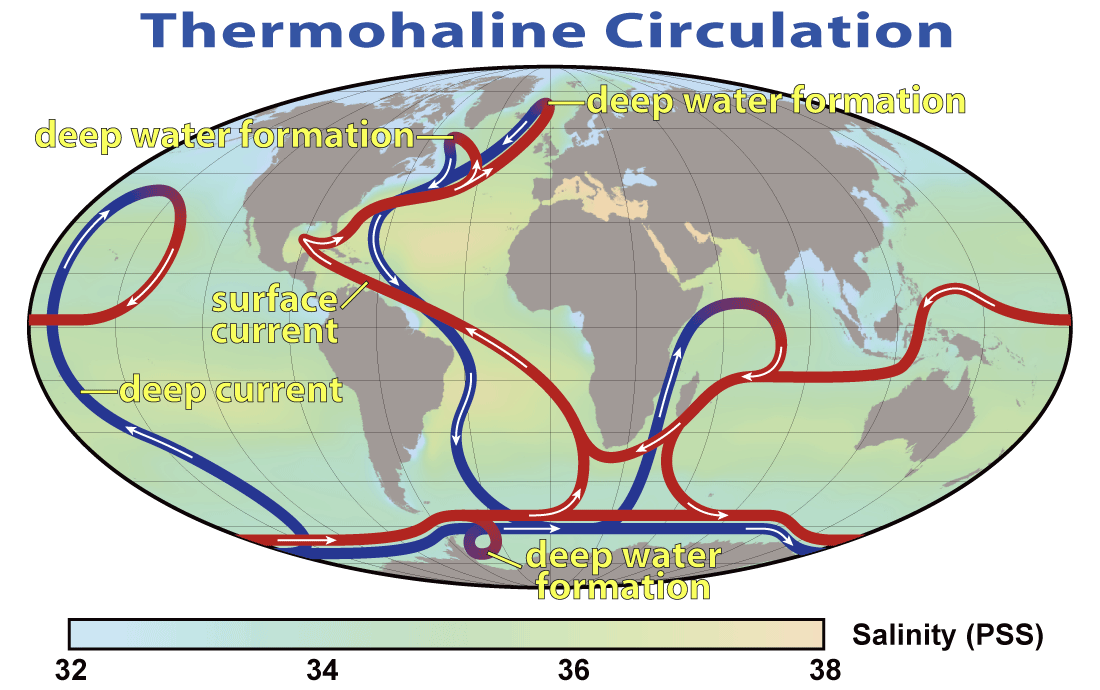
Demonstração da circulação termoalina. Caminhos azuis representam correntes de águas profundas, enquanto caminhos vermelhos representam correntes de superfície.

A interrupção da circulação termoalina refere-se à hipótese dos efeitos do aquecimento global na circulação oceânica global. Dados de 2010 da NASA sugeriram que a Circulação Meridional do Atlântico (AMOC) não havia desacelerado; contudo, pode ter acelerado um pouco desde 1993. Enquanto um estudo de 2015 sugeriu que a AMOC diminuiu de 15 a 20% em um período de duzentos anos.

## Contextualização
Don Chambers, da Faculdade de Ciências Marinhas da Universidade do Sul da Flórida, mencionou: "o principal efeito de uma desaceleração da AMOC é o inverno e o verão mais frios no Atlântico Norte e pequenos aumentos regionais no nível do mar na costa norte-americana". James Hansen e Makiko Sato declararam:
A desaceleração da AMOC que causa resfriamento de por volta 1° C e talvez afeta os padrões climáticos é muito diferente de um desligamento da mesma, que esfria o Atlântico Norte vários graus Celsius; o último teria efeitos dramáticos em tempestades e seria irreversível na escala de tempo do século.
A desaceleração da circulação meridional do Atlântico está ligada ao aumento extremo do nível do mar regional.
Uma revisão de 2017 concluiu que existem fortes evidências de mudanças passadas na força e na estrutura da AMOC durante eventos climáticos abruptos, como o Dryas recente e muitos dos eventos de Heinrich.

### Desaceleração
Em 2010, Lohmann e Dima encontraram um enfraquecimento da AMOC desde o final da década de 1930. Os cientistas climáticos Michael Mann, da Penn State, e Stefan Rahmstorf, do Instituto Potsdam de Pesquisas sobre o Impacto Climático, sugeriram que o padrão de frio observado durante anos de registros de temperatura é um sinal de que a circulação meridional do oceano Atlântico (AMOC) pode estar enfraquecendo. Eles publicaram suas descobertas em 2015 e concluíram que a circulação da AMOC mostrou uma desaceleração excepcional no século passado, e que o derretimento da Groenlândia é um possível contribuinte com a desaceleração da AMOC desde a década de 1970, sem precedentes no último milênio.
Um estudo publicado em 2016 encontrou mais evidências de um impacto considerável do aumento do nível do mar na costa leste dos Estados Unidos. Este confirma resultados de pesquisas anteriores que identificaram a região como um ponto de acesso para o aumento do mar, com potencial para desviar de três a quatro vezes a taxa de aumento, em comparação com a média global. Os pesquisadores atribuem o possível aumento a um mecanismo de circulação oceânica chamado formação de águas profundas, que é reduzido devido à desaceleração da AMOC, levando a bolsas de água mais quentes abaixo da superfície. Além disso, o estudo observou: "Nossos resultados sugerem que taxas mais altas de emissão de carbono também contribuem para o aumento [do nível do mar] nessa região em comparação com a média global".

### Interrupção
O aquecimento global pode, através do desligamento da circulação termohalina, desencadear o resfriamento no Atlântico Norte, Europa e América do Norte. Isso afetaria particularmente áreas como as Ilhas Britânicas, França e os países nórdicos, que são aquecidos pela deriva do Atlântico Norte. As principais consequências, além do resfriamento regional, também podem incluir um aumento de grandes inundações e tempestades, colapso dos estoques de plâncton, mudanças de aquecimento ou chuva em trópicos, Alasca e a Antártica, eventos mais freqüentes e intensos do El Niño devido a paralisações das correntes Kuroshio (corrente do Japão), Leeuwin e da Austrália Oriental que estão conectadas à mesma circulação termohalina que a corrente do Golfo, ou a um evento anóxico oceânico - oxigênio (O2) abaixo dos níveis da superfície dos oceanos estagnados, ficando completamente esgotado - uma causa provável de eventos de extinção em massa anteriores, em especial a extinção P-TR.

## Observações

### 2010 e anteriores
Em abril de 2004, a hipótese de que a corrente do Golfo está sendo desativada recebeu um impulso quando uma análise retrospectiva dos dados de satélite dos Estados Unidos pareceu mostrar uma desaceleração do giro do Atlântico Norte, o redemoinho do norte da corrente do Golfo.
Em maio de 2005, Peter Wadhams publicou no The Times sobre os resultados de investigações em um submarino sob a camada de gelo do Ártico que mede as chaminés gigantes de água fria e densa, nas quais a água fria e densa normalmente afunda no fundo do mar substituído por água morna, formando um dos motores da deriva do Atlântico Norte. Ele e sua equipe descobriram que as chaminés praticamente desapareceram. Normalmente, existem sete a doze colunas gigantes, mas Wadhams encontrou apenas duas colunas gigantes, ambas extremamente fracas.
Em 2005, observou-se uma redução de 30% nas correntes quentes que transportam a água para o norte a partir da corrente do Golfo, desde a última medição em 1992. Os autores observaram incertezas nas medições. Após discussões na mídia, Detlef Quadfasel apontou que a incerteza das estimativas de Bryden et al. é alta, mas afirma que outros fatores e observações suportam seus resultados, e implicações baseadas em registros paleoclimáticos mostram quedas de temperatura do ar até 10 °C em décadas, ligadas a interrupções abruptas da circulação do oceano quando um certo limite é atingido. Ele concluiu que novas observações e modelagem são cruciais para fornecer um alerta precoce de uma possível quebra devastadora da circulação. Em resposta, Quirin Schiermeier concluiu que a variação natural era a culpada pelas observações, mas destacou possíveis implicações.
Em 2008, Vage et al. relataram "o retorno da convecção profunda ao giro subpolar nos mares de Labrador e Irminger no inverno de 2007-2008", empregando "dados de flutuação de perfil do programa Argo para documentar a mistura profunda" e "uma variedade de dados de satélite e reanálise "para definir o contexto do fenômeno. Isso pode ter muito a ver com as observações de variações no comportamento da chaminé de água fria.
Em janeiro de 2010, a Corrente do Golfo se conectou brevemente à Corrente Oeste da Groenlândia depois de flutuar por algumas semanas devido a uma fase extremamente negativa da oscilação do Ártico, desviando-a temporariamente a oeste da Groenlândia.